# Mini Metro
(Tagline di Mini Metro)
Mini Metro è un videogioco indipendente di tipo strategico centrato sul trasporto di massa in una metropolitana sviluppato da Dinosaur Polo Club. Lo scopo del gioco consiste nel creare, sviluppare e gestire la rete dei binari sotterranei tra le diverse fermate che compariranno man mano che si avanza nel gioco, cercando di ottenere il punteggio più alto basato sul numero di persone trasportate a destinazione.

## Sviluppo
Mind the Gap, il prototipo di Mini Metro, venne creato nell'aprile del 2013 durante la 26ª edizione del Ludum Dare, e nel settembre dello stesso anno venne pubblicata una prima versione pre-alpha. Dopo diverse altre pre-alfa ne è stato reso disponibile il pre-ordine dal 9 aprile 2014.

## Accoglienza
Gizmodo ha affermato che lo sviluppo della rete di trasporto è simile a SimCity e che è "quasi una ventata d'aria fresca provare un gioco dall'interfaccia così scarna che sia anche davvero divertente". The Verge ha criticato il sistema di trascinamento del cursore per collegare le diverse stazioni definendolo "frustrante", ritenendo comunque il prodotto "molto divertente". Nate Boroyan, scrivendo per il BostInno, ha definito Mini Metro come "la cosa migliore e più divertente che sia mai accaduta al trasporto pubblico", mentre David Colan del Brokelyn ha descritto il gioco come "coinvolgente e frustrante".